# Cybernator
Cybernator (重装機兵ヴァルケン?, Jūsō Kihei Varuken, Assault Suits Valken) è un videogioco sparatutto pubblicato nel 1992 per Super Nintendo Entertainment System. È un seguito non ufficiale di Target Earth come parte della serie Assault Suits della NCS Corp. Il gioco è stato pubblicato in tutto il mondo dalla Konami. La versione originale giapponese del gioco include alcune illustrazioni curate da Satoshi Urushihara. Un rifacimento di Cybernator è stato pubblicato nel 2004 per PlayStation 2, mentre la versione originale è stata resa disponibile per Virtual Console nella regione PAL nel 2007.